# 780 Armenia
A 780 Armenia (ideiglenes jelöléssel 1914 UC) a Naprendszer kisbolygóövében található aszteroida. Grigorij Nyikolajevics Neujmin fedezte fel 1914. január 25-én.